# Madeleine Boll
Madeleine «Mado» Boll (* 8. Juli 1953 in Granges VS) ist eine ehemalige Schweizer Fussballspielerin und Funktionärin. Als erste lizenzierte Spielerin ist sie die Pionierin des Schweizer Damenfussballs.

## Karriere

### Vereine
Im Frühling 1964 nahm Madeleine Boll zum ersten Mal an einem Juniorentraining des FC Sion teil, und ein Kamerad beantragte kurz darauf die Lizenz. Überraschenderweise wurde ihr die Lizenz umgehend ausgestellt. Somit konnte Boll am Vorspiel der Junioren zum Europacupspiel des FC Sion gegen Galatasaray Istanbul teilnehmen. Ihre Präsenz auf dem Spielfeld erregte das Aufsehen der Journalisten aus dem In- und Ausland. Daran anschliessend entzog ihr der Schweizerische Fussballverband die Lizenz mit der Begründung, dass gemäss Statuten nur Spieler männlichen Geschlechts dazu berechtigt seien.
Boll widmete sich fortan der Leichtathletik und wechselte 1970 zum Fussball ins Nachbarland Italien, wo sie beim Mailänder Firmenclub ACF Gomma Gomma spielte. Unter der Woche lebte die Handelsschülerin in Sitten und fuhr jeden Samstag zum Spiel nach Mailand. Die Mittelfeldspielerin spielte fünf Jahre in Mailand und Turin und wurde als erste Frau auf einer ganzen Seite mit Foto im renommierten Magazin Encioclopedia del Calcio vorgestellt. Technisch und taktisch war sie den meisten Spielerinnen überlegen, ihr Können und ihre Fähigkeit, das Spiel zu lesen und zu lenken, wurde in Kommentaren hervorgehoben. Esther Zaugg schrieb 1976 in einem Beitrag, dass Mado Boll in der Schweiz einen Boom ausgelöst habe und aktuell rund 1000 lizenzierte Spielerinnen in 40 Damenvereinen organisiert seien.
1975 kehrte Boll in die Schweiz zurück und spielte von 1975 bis 1977 für den FC Sion Féminin. Mit dem Verein wurde sie 1976 und 1977 Schweizer Meisterin sowie 1977 Cupsiegerin. Nach dieser Siegesserie beendete sie ihre Fussballkarriere.

### Nationalteam
Madeleine Boll gehörte wie Cathy Moser zum allerersten Aufgebot des Schweizer Nationalteams für die inoffizielle WM-Premiere der Frauen 1970 in Salerno. Die Nati überzeugte gegen die Italienerinnen durch hochstehenden Fussball, verlor jedoch durch eine skandalöse Schiedsrichterleistung das Spiel. Vier Monate nach dem emotionalen Debüt auf internationaler Ebene fand in Schaffhausen das zweite inoffizielle Länderspiel gegen Österreich statt. Boll schoss in den beiden Spielen drei Tore. Sie bestritt anschliessend 14 offizielle Länderspiele für das Schweizer Nationalteam, in denen sie vier Tore erzielte. Sie debütierte am 7. Mai 1972 in Basel beim 2:2-Unentschieden im Testspiel gegen Frankreich und bestritt am 20. Mai 1978 in Diest bei der 0:2-Niederlage im Testspiel gegen Belgien ihr letztes Länderspiel.

## Persönliches
Als ausgebildete Sozialarbeiterin konzentrierte sich Madeleine Boll nach ihrer Fussballkarriere auf ihren Beruf, engagierte sich in der Regionalpolitik und wurde 1998 beim Walliser Fussballverband WFV aktiv. Die Pionierin stiess zwei Jahre später ein weiteres Mal in eine Männerbastion vor, indem sie in der Abteilung Amateur Liga beim Schweizerischen Fussballverband SFV arbeitete – demjenigen Verband, der ihr 1965 die Lizenz verweigerte – und somit als erste Frau im SFV-Komitee Einsitz nahm.
2020 wurde Mado Boll für ihre Karriere und ihr Engagement für den Frauenfussball mit dem Preis der Stadt Sitten ausgezeichnet. Zu ihren Ehren trägt das Maskottchen für die EM 2025 den Namen «Maddli», eine Hommage an Madeleine Boll, die sich ihr Recht zu kicken von niemandem hatte nehmen lassen.